# قائمة الأفلام العراقية في الترشيحات الأولية لجائزة الأوسكار لأفضل فلم أجنبي
قدم العراق أفلاماً لجائزة الأوسكار لأفضل فيلم بلغة أجنبية منذ عام 2005. تُمنح هذه الجائزة من قبل الأكاديمية الأمريكية للفنون وعلوم الصور المتحركة إلى الفيلم الطويل الذي يتم إنتاجه خارج الولايات المتحدة ويحتوي بشكل أساسي على حوار غير إنجليزي. تم إنشاء هذه الجائزة في جوائز الأوسكار لعام 1956، ويتم تقديمها سنوياً منذ ذلك الحين. إعتباراً من عام 2021، تم تقديم عشرة أفلام عراقية لجائزة الأوسكار لأفضل فيلم بلغة أجنبية، ولم يتم قبول أي منها كمرشحين.

## الأفلام المقترحة
منذ سنة 1956، دعت أكاديمية فنون وعلوم الصور المتحركة صُنّاع الأفلام في مختلف البلدان لتقديم أفضل فيلم لديهم لجائزة الأوسكار لأفضل فيلم بلغة أجنبية. تشرف لجنة جائزة الأفلام باللغة الأجنبية على العملية وتراجع جميع الأفلام المقدمة. بعد ذلك، يصوتون بالاقتراع السري لتحديد خمسة مرشحين للجائزة. فيما يلي قائمة بالأفلام التي قدمها العراق لتراجعها أكاديمية الجائزة حسب السنة وحفل توزيع جوائز الأوسكار المعني.
| السنة (حفل التوزيع)           | العنوان الأصلي          | عنوان الفيلم اثناء الترشيح | اللغة                          | المخرج             | النتيجة  |
| ----------------------------- | ----------------------- | -------------------------- | ------------------------------ | ------------------ | -------- |
| 2005 (الحفل الثامن والسبعون)  | مرثيه برف               | Requiem of Snow            | الكردية                        | جميل رستمي         | لم يترشح |
| 2006 (الحفل التاسع والسبعون)  | أحلام                   | Dreams                     | العربية                        | محمد الدراجي       | لم يترشح |
| 2007 (الحفل الثمانون)         | ژانی گەل                | Jani Gal                   | الكردية                        | جميل رستمي         | لم يترشح |
| 2010 (الحفل الثالث والثمانون) | ابن بابل                | Son of Babylon             | العربية                        | محمد الدراجي       | لم يترشح |
| 2014 (الحفل السابع والثمانون) | مردان                   | Mardan                     | الكردية                        | باتين غوبادي       | لم يترشح |
| 2015 (الحفل الثامن والثمانون) | Bîranînen li ser kevirî | Memories on Stone          | الكردية                        | شوكت أمين كوركي    | لم يترشح |
| 2016 (الحفل التاسع والثمانون) | الكلاسيكو               | El clásico                 | الكردية                        | هالكوت مصطفى       | لم يترشح |
| 2017 (الحفل التسعون)          | العاصفة السوداء         | Reseba: The Dark Wind      | العربية، الكردية               | حسين حسان          | لم يترشح |
| 2018 (الحفل الحادي والتسعون)  | الرحلة                  | The Journey                | العربية                        | محمد الدراجي       | لم يترشح |
| 2021 (الحفل الرابع والتسعون)  | أوروبا                  | Europa                     | العربية، البلغارية، الإنجليزية | حيدر راشد          | لم يترشح |
| 2022 (الحفل الخامس والتسعون)  | ئەزموون                 | The Exam                   | الكردية                        | شوكت أمين كوركي    | لم يترشح |
| 2023 (الحفل السادس والتسعون)  | جنائن معلقة             | Hanging Gardens            | العربية                        | أحمد ياسين الدراجي | لم يترشح |
| 2024 (الحفل السابع والتسعون)  | ميسي بغداد              | Baghdad Messi              | العربية، الكردية               | سهيم عمر خليفة     | لم يترشح |

## وصلات خارجية
- قاعدة بيانات جوائز الأكاديمية الرسمي
- قاعدة بيانات الاعتمادات السينمائية
- صفحة جوائز الأكاديمية في قاعدة بيانات الأفلام على الإنترنت